# Victor Polster
Victor Polster, vero nome Victor Ketelslegers (Bruxelles, 2002), è un attore e ballerino belga.

## Biografia
Interpreta nel 2018 il ruolo della ballerina transgender Lara nel film Girl che lo conduce al successo internazionale.

## Filmografia
- Girl, regia di Lukas Dhont (2018)
- I Fiumi di Porpora, st.3 ep.3

## Premi
- 2018 - Festival di Cannes
  - Un Certain Regard- migliore interpretazione per Girl
- 2019 - Premio Magritte
  - Migliore attore per Girl
- 2018 - European Film Awards
  - Candidato a miglior attore per Girl